# Pars (Panzer)

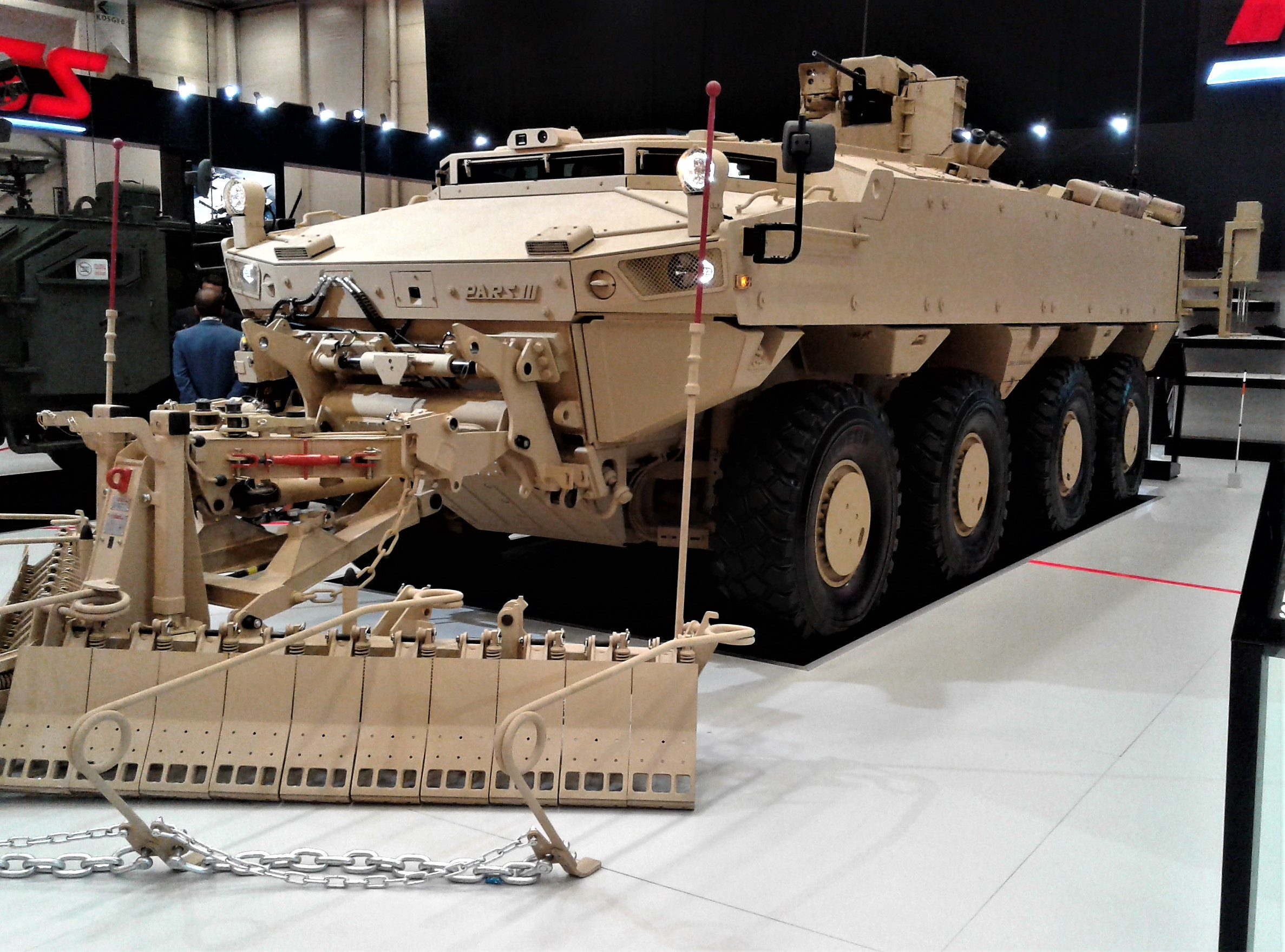
Pars 8×8 als Minenräumer

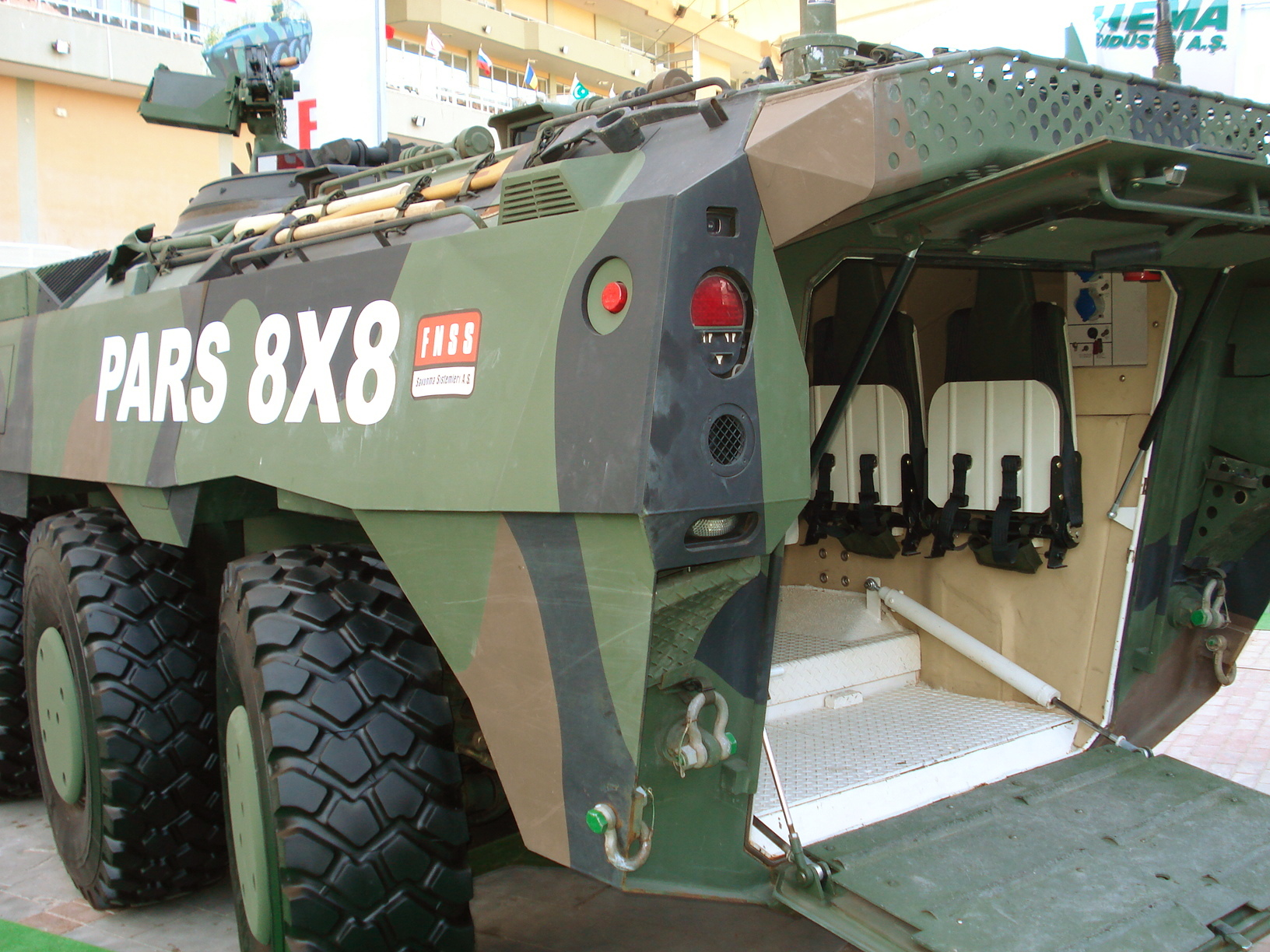
Pars 8×8 von hinten

Pars (türkischer Name für den Anatolischen Leopard) ist die Bezeichnung einer militärischen Fahrzeugfamilie mehrachsiger, allradgetriebener, amphibischer Radpanzer aus der Türkei. Die Fahrzeuge werden vom türkischen Rüstungsunternehmen FNSS angeboten und wurden in Kooperation mit dem US-amerikanischen Unternehmen General Purpose Vehicles (GPV) entwickelt, welche die Fahrzeuge unter eigenem Namen anbot.

## Geschichte
Die Entwicklung der Fahrzeugfamilie begann im Jahr 2002 als privates Gemeinschaftsprojekt von FNSS und GPV, der erste Prototyp wurde 2005 auf der Rüstungsmesse IDEX in Abu Dhabi gezeigt. Die Fahrzeugfamilie umfasste ursprünglich insgesamt fünf Modelle, von denen FNSS allerdings nur drei anbietet:
- FNSS Pars 4×4 / GPV Sentry
- FNSS Pars 6×6 / GPV Commander
- FNSS Pars 8×8 / GPV Captain

GPV bot noch zwei weitere Modelle an, den Colonel, ebenfalls mit vier Achsen, allerdings mit einer längeren Fahrzeugzelle als der Captain, sowie den fünfachsigen (10×10) General. GPV bot seine Fahrzeuge ausschließlich innerhalb der USA den Streitkräften und anderen Sicherheitsbehörden und -unternehmen an, hatte allerdings keinen Erfolg und hat die Vermarktung inzwischen eingestellt. FNSS dagegen tritt als internationaler Exporteur auf und bietet den Pars weltweit an.

## Nutzer
Das United States Army Tank Automotive and Armaments Command (TACOM) der US Army testete den GPV Colonel im Jahr 2004, entschied sich jedoch gegen eine Beschaffung des Fahrzeuges. Auch die Streitkräfte der Türkei testeten das Fahrzeug (Pars 8×8), jedoch wurde über eine Beschaffung noch nicht entschieden.
Im Jahr 2006 trat der Pars 8×8 in Malaysia in einem Test gegen den Schweizer Mowag Piranha IIIC und den polnischen KTO Rosomak, ein Lizenzbau des finnischen Patria AMV, an. Im April 2010 beschlossen die Streitkräfte Malaysias, insgesamt 257 auf dem PARS basierende Radpanzer zu beschaffen, die von FNSS in Kooperation mit dem malaysischen Rüstungsunternehmen DEFTECH an die malaysischen Bedürfnisse angepasst werden sollen. Ein erster Prototyp wurde für das Jahr 2011 angekündigt, insgesamt sind 11 Varianten geplant, darunter Transportpanzer, Führungsfahrzeuge sowie Waffenträger für Panzer- und Flugabwehrsysteme, die Lieferungen sollen bis 2016 abgeschlossen sein.
FNSS gab am 12. Juli 2017 bekannt, dass der Oman 172 Pars III 8×8 bestellt hat. Welche Versionen in die omanischen Streitkräfte übernommen werden sollen, wurde nicht bekannt gegeben.